# 김현웅
김현웅(金賢雄, 1959년 5월 4일~)은 대한민국의 검사, 공무원 출신의 변호사, 법률가로 그는, 사법연수원 16기 수료 후 검사 생활을 했으며 특히 서울중앙지검 특수1부 부장검사로 재직할 때는 사상 최초로 전직 고등법원 부장판사급 법관 A씨에 대해 법조브로커 김홍수씨(58·구속)로부터 금품을 받은 혐의(알선수재)로 사전 구속영장을 청구했다. 제46대 서울고등검찰청 검사장 재직 중 제64대 법무부 장관에 임용되었다.

## 학력
- 순천남국민학교 졸업
- 광주무진중학교 졸업
- 광주제일고등학교 졸업
- 서울대학교 법학 학사
- 서울대학교 법과대학원 법학 석사

## 경력
- 1984년: 제26회 사법시험 합격(사법연수원 16기 수료)
- 1990년 2월 ~ 1992년 2월: 부산지방검찰청 형사4부 검사
- 1992년 2월 ~ 1994년 4월: 광주지방검찰청 목포지청 검사
- 1994년 2월 ~ 1997년 8월: 서울지방검찰청 특수3부 검사
- 1997년 8월 ~ 2000년 2월: 대검찰청 연구관
- 2000년 2월 ~ 2001년 6월: 제30대 춘천지방검찰청 속초지청장
- 2001년 6월 ~ 2002년 2월: 광주지방검찰청 특수부 부장검사
- 2002년 2월 ~ 2003년 3월: 대검찰청 공판송무과장
- 2003년 3월 ~ 2004년 6월: 예금보험공사 파견
- 2004년 6월 ~ 2006년 2월: 법무부 법무심의관
- 2006년 2월 ~ 2007년 2월: 서울중앙지방검찰청 특수1부 부장검사
- 2007년 2월 ~ 2008년 3월: 법무부 감찰기획관
- 2008년 3월 ~ 2009년 1월: 인천지방검찰청 제1차장검사
- 2009년 1월 ~ 2009년 8월: 서울고등검찰청 형사부장
- 2009년 8월 ~ 2010년 7월: 부산고등검찰청 차장검사
- 2010년 7월 ~ 2011년 8월: 제57대 춘천지방검찰청 검사장
- 2011년 8월 ~ 2012년 7월: 제11대 서울서부지방검찰청 검사장
- 2012년 7월 ~ 2013년 4월: 제56대 광주지방검찰청 검사장
- 2013년 4월 ~ 2013년 12월: 제26대 부산고등검찰청 검사장
- 2013년 12월 ~ 2015년 2월: 제57대 법무부 차관
- 2015년 2월 ~  2015년 7월: 제46대 서울고등검찰청 검사장
- 2015년 4월 ~ 2015년 7월: 양형위원회 양형위원
- 2015년 7월 ~ 2016년 11월: 제64대 법무부 장관
- 2018년 12월 ~ 2020년 5월: 변호사김현웅법률사무소 대표변호사
- 2020년 6월 ~ : 법무법인(유한) 바른 대표변호사
- 서울대학교 총동창회 부회장
- 2022년 3월 ~ : 호텔신라 사외이사
  - 호텔신라 내부거래위원회 위원장
  - 호텔신라 ESG위원회 위원장
  - 호텔신라 감사위원회 위원장
- 2022년 3월 ~ : HD현대오일뱅크 사외이사

## 서훈
- 2005년: 근정포장